# Some Great Reward
Some Great Reward är Depeche Modes fjärde studioalbum och gavs ut den 24 september 1984 på Mute Records. Alla låtar är skrivna av Martin Gore, utom "If You Want" som är skriven av Alan Wilder.

## Låtförteckning
1. "Something to Do"  – 3:47
2. "Lie to Me"  – 5:03
3. "People Are People"  – 3:52
4. "It Doesn't Matter"  – 4:44
5. "Stories of Old"  – 3:13
6. "Somebody"  – 4:27
7. "Master and Servant"  – 4:12
8. "If You Want"  – 4:41
9. "Blasphemous Rumours"  – 6:22

## Singlar
1. "People Are People" (12 mars 1984) (Blev gruppens sista hit i Poporama)
2. "Master and Servant" (20 augusti 1984) (Blev gruppens första Trackshit)
3. "Blasphemous Rumours"/"Somebody (Remix)" (29 oktober 1984; dubbel A-sida)

## Medverkande
- Martin Gore
- Alan Wilder
- David Gahan
- Andrew Fletcher